# Linia kolejowa Instytut Kultury – Baranowicze
Linia kolejowa Instytut Kultury – Baranowicze – linia kolejowa na Białorusi łącząca przystanek Instytut Kultury w Mińsku ze stacjami Baranowicze Centralne i Baranowicze Poleskie. Jest to fragment linii Moskwa - Mińsk - Brześć i część II Paneuropejskiego Korytarza Transportowego Zachód – Wschód łączącego Berlin z Moskwą E 20.
Linia znajduje się w Mińsku oraz w obwodach mińskim i brzeskim. Powstała w czasach carskich jako część Kolei Moskiewsko-Brzeskiej. Przed II wojną światową położona była w Polsce i w Związku Sowieckim.
Na całej długości linia jest zelektryfikowana oraz dwutorowa.